# Otto Bender

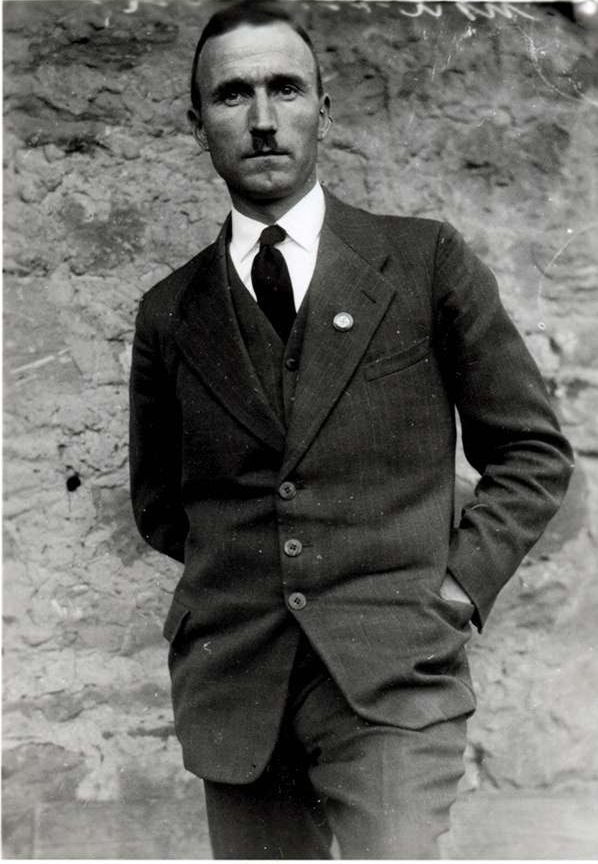
Otto Bender

Otto Bender (Eichtersheim, 17 december 1897 – 27 mei 1988) was NSDAP-kringleider en tevens burgemeester van Wiesloch van 1933 tot en met 1945. Hij was een vroeg lid van de NSDAP en had het lidmaatschapsnummer 32.387.